# 長野市茶臼山恐竜公園
長野市茶臼山恐竜公園（ながのし ちゃうすやまきょうりゅうこうえん）は、長野県長野市篠ノ井の茶臼山にある公園である。社団法人長野市開発公社が指定管理者として運営している。

## 概要
茶臼山地すべり跡地を整備した茶臼山自然植物園（33ha）内にある、日本で初めての恐竜公園である。恐竜を中心とした世界中の代表的な古生物のFRP製実物大模型を設置しているのが特徴である。
恐竜公園を含む茶臼山自然植物園は、長野市制施行80周年記念事業として、地すべり跡地に長野市茶臼山動物園などと一体的に整備された。「恐竜」というテーマが選ばれたのは、46haにも及ぶ地すべり跡地の荒廃した非日常的光景にふさわしいためだという。
入園は無料。積雪のため冬期（12月中旬〜3月中旬）は閉鎖される。

### 沿革
- 1977年（昭和52年）7月27日 - 茶臼山自然植物園が開園
- 1980年（昭和55年）7月27日 - 自然植物園内に、茶臼山恐竜公園が開園
- 1985年（昭和60年）9月23日 - 園内に茶臼山自然史館が開館
- 1997年（平成9年） - 茶臼山地すべりの終息宣言
- 2006年（平成18年）4月1日 - 社団法人長野市開発公社が指定管理者となる
- 2007年（平成19年）11月25日 - 茶臼山自然史館、戸隠地質化石館と統合する形で閉館

## 歴史
長野市南西部にある茶臼山は地滑りで有名である。現在、土砂の動きは止まっているが長い間止まらずそこにあったリンゴ畑が流されたり、一部の家屋が被害を受けるなどで地元だけではなく全国に知られる存在となった。そのため土砂がそれ以上土砂が崩れないよう、また移動がはげしくなっても山の真下の集落が潰されないよう県ではその対策にあたった。その結果、硬い岩盤と土砂の間に地下水が入り込むのが原因で土砂が滑るということが分かったため、必死に土手を築いたり水抜き井戸を掘った結果地滑りが収まったのである。しかし、地滑りは収まったがそのあと地が荒れ放題になっていることに長野市は心を痛めたのである。
地滑りが原因でリンゴ畑を失った地元民の嘆き、悲しみが大きかった意見を聞きこの荒れ地をどうすれば活かすことができるか長野市に課せられた大きな課題だった。そしてそこに市民が親しめる植物園をつくる計画が企画されたのである。
植物園の企画・実践・指揮を務めたのは元長野市役所の生活部長をしていた小島武彦が担当していた。ある日、小島は茶臼山に恐竜がいる幻想をみる。その場所に恐竜はどうなのかと思うが日に日に思いが強くなり、会議で恐竜を並べることを提案する。恐怖心を煽り立てるフィクションの怪獣とは違い、恐竜は地球の長い歴史の中に存在した生物。それらを家族連れなどで着て体験し、人類の誕生や地球の未来について考えるきっかけをつくる狙いもある。突飛なアイディアに反対する人が多い中最終的にはその熱い思いに市長が首を縦に振り実現することとなった。
しかし、場所は地滑り地帯なのでコンクリートの基礎を作ってはいけない。試行錯誤した結果、イカダ組の鉄骨の土台を発案し、H鋼組の長い土台を作れば全長10メートルといわず、それ以上の恐竜の設置が可能となった。そして、恐竜の銅像もガラス繊維が20パーセント入った強化プラスチックにし、中に鉄骨を入れることにより風速30メートルから35メートルにも耐えられるようにした。
このようにして恐竜の設置が可能になったのである。

## 制作実行内容
当時は、実物大の恐竜を作る前例が皆無だった。制作を引き受けた日東商事は主に、博物館の模型を作る業者だったが、前例がない恐竜を作ることに試行錯誤を重ねた。実施側は東京で制作が始まると何回も上京をして、打ち合わせ、注文を行った。そして、特に恐竜の色は生き物らしい工夫を求めた。

1980年（昭和55年）5月　前年から制作していた恐竜１５体の模型が完成した。更埴市に部品を保管しつつ、茶臼山での組み立てが始まった。実施側は作業を通して、作業員と意見が食い違うことも多々あった。特に、色彩をつけていく段階で作業は難航した。筋肉の伸縮とそれに伴う、色の変化を出すことが予想以上に困難だったためだ。そこで、長野市街から通ってきている職員からイモリを貰って研究を進めた。動く時の肩や足の付け根の筋肉の動き、色の変化を記録した。 
そのほか、様々な生き物を参考にして、恐竜は作られていった。例えば、ステゴサウルスを制作、着彩する際は亀の首のしわをモデルにした。観察結果に基づく考えは、帆かけ竜のアロサウルスといったものにも生かされた。悪戦苦闘の末、恐竜関係の作業が完了したのは7月に入ってからだった。

本格的なオープンは同年の7月27日と決まっていた。そのため家族連れが来ることを意識したアズマ屋を設置することになった。しかし、茶臼山は斜面のため、ごく当たり前に建てると日陰になる面積が狭くなる。屋根や、地面がどれだけの角度を保っていれば、対象が長く日陰にいられるかが課題だった。 そこで小さな斜面を作り、太陽の動き、影の関係を調査、記録して設計に持ち込んだ。

1980年7月27日　オープンに伴い長野駅発の送迎バスが運行開始した。
1981年(昭和56年)さらに８体の恐竜が制作された。恐竜公園としての名称も定着した。

## 実物大古生物模型
以下の22種26体の遊具を兼ねた実物大模型が、生息時代別に配置されている。最大のものは11. ディプロドクスで、L=25m・H=10m・W=4m。
公園の説明では恐竜以外の古生物も「恐竜」として扱われていることがある。
建造が1970年代で大幅な改装もしていないので、現在の科学考証とは異なる復元である。

### 古生代・ペルム紀
- 1. ディメトロドン
- 2. セイムリア
- 3. エダホサウルス

### 中生代・三畳紀
- 4. テコドントサウルス
- 5. ブラティオサウルス

### 中生代・ジュラ紀
- 6. アルケオプテリウス（2体）
- 6. オルニトレステル
- 7. アロサウルス
- 8・9. ブロントサウルス・アパトサウルス（親子2体）
- 10. ケラトサウルス
- 11. ディプロドクス
- 12. ケティオサウルス
- 13. ケントロサウルス
- 14. ステゴサウルス

### 中生代・白亜紀
- 15. プロトケラトプス（成体・幼体・卵）
- 16. ティラノドン
- 17. トラコドン
- 18. トリケラトプス（親子2体）
- 19. アンキロサウルス
- 20・21. ティラノサウルス
- 22. イグアノドン

## アクセス
- JR・しなの鉄道篠ノ井駅からタクシーで15分。
- 駐車場は計464台分備える。いずれも料金は無料。
  - 恐竜口第1〜第6駐車場（計193台）： 夜間（17:00〜8:30）・冬期（12月中旬〜3月中旬）閉鎖
  - 恐竜口第7駐車場（157台）： 常時開放
  - 北口第1・第2駐車場（計114台）： 夜間・冬期閉鎖

## 近隣の施設
- 茶臼山
  - 長野市茶臼山動物園
  - 茶臼山マレットゴルフ場
- 長野電波技術研究所